# Plagiomima alternata
Plagiomima alternata är en tvåvingeart som beskrevs av Aldrich 1926. Plagiomima alternata ingår i släktet Plagiomima och familjen parasitflugor.
Artens utbredningsområde är Ohio. Inga underarter finns listade i Catalogue of Life.